# دائرة إقلي
دائرة إقلي إحدى دوائر  ولاية بني عباس الجزائرية .  عاصمتها هي إقلي  وتضم بلديات  : 
- إقلي